# John Gorton

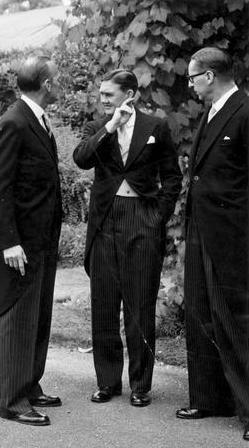
John Grey Gorton (Mitte) in den 1950ern

Sir John Grey Gorton (* 9. September 1911 in Melbourne, Victoria; † 19. Mai 2002 in Sydney) war ein australischer Politiker. Vom 10. Januar 1968 bis zum 10. März 1971 war er Premierminister des Landes.

## Leben
Gorton war das zweite Kind von John Rose Gorton und Alice Sinn. Sein Vater war ein Einwanderer, der aus England über Südafrika gekommen war, wo er als Geschäftsmann ein kleines Vermögen erworben hatte. Seine Mutter starb, als er sieben Jahre alt war. Seine Ausbildung erhielt er an der Headford Preparatory School of Sydney Church of England Grammar School dann an der Geelong Grammar School. Sein Studium absolvierte er an der Universität Oxford in Großbritannien. Nach Abschluss seines Studiums kehrte er nach Australien zurück und wurde Manager auf seines Vaters Obstplantage nahe Kerang, Victoria.
Am 8. November 1940, der Zweite Weltkrieg machte sich auch im asiatisch-australischen Raum bemerkbar, meldete er sich zur RAAF (Royal Australian Air Force), wo er zum Jagdflieger ausgebildet wurde. Seine Einsatzorte waren Singapur, Darwin und die Milne-Bucht in Papua. Bei einem Flugzeugabsturz schwer verwundet, kam er in ein Rehabilitationslager und wurde am 5. Dezember 1944 im Rang eines Leutnants der Luftwaffe aus der RAAF entlassen.
Nach seiner Rückkehr nahm er seine ehemalige Tätigkeit als Manager wieder auf und wurde in der Kommunalverwaltung tätig als Mitglied des Stadtrats von Kerang von 1946 bis 1952. Er schloss sich der Country Party (Landpartei), später der Liberal Party (liberale Partei) an. Im Dezember 1949 wurde er Kandidat bei den Senats-Wahlen, die er gewann. Diesen Sitz behielt er auch in den folgenden vier Senats-Wahlen. Am 10. Dezember 1958 wurde er zum Marineminister unter Robert Gordon Menzies berufen, was er bis Dezember 1963 blieb. Im Anschluss daran wurde er Arbeitsminister bis 1967 und bis Februar 1968 Minister für Bildung und Forschung. Vom 16. Oktober 1967 bis 1. Februar 1968 war er auch Führer der Regierung im Senat.
Nach dem rätselhaften Verschwinden des Premierministers Harold Holt wurde Sir John McEwen kurzfristig Ministerpräsident. Durch die entstandenen Wirren sah Gorton seine Zeit für gekommen und durch geschickte Züge erreichte er seine Kandidatur zum Führer der Partei, worauf er am 10. Januar 1968 auch Premierminister wurde. In seine Amtszeit fiel der Bau des ersten Kernkraftwerks in Australien, das Kernkraftwerk Jervis Bay, das sein Nachfolger McMahon nach Herstellung lediglich von Fundamenten beendete. Am 10. März 1971 trat er auf Drängen seiner eigenen Partei von seinem Posten zurück und soll, so die australische Geschichtsschreibung, bei der Abstimmung selbst gegen sich gestimmt haben. William McMahon gewann die folgende Abstimmung und wurde neuer Premierminister. Gorton übernahm anschließend das Amt des Verteidigungsministers bis zum 13. August 1971.
John Grey Gorton war der einzige Senator, der jemals Premierminister wurde. Traditionell kommen diese aus dem Repräsentantenhaus, vergleichbar dem deutschen Bundestag.
Gorton hatte drei Kinder aus seiner ersten Ehe mit Bettina Brown. Zehn Jahre nach deren Tod heiratete er ein zweites Mal. Ihm zu Ehren benannt ist der Mount Gorton in der Antarktis.
| Personendaten    | Personendaten                                           |
| ---------------- | ------------------------------------------------------- |
| NAME             | Gorton, John                                            |
| ALTERNATIVNAMEN  | Gorton, Sir John Grey (vollständiger Name)              |
| KURZBESCHREIBUNG | australischer Politiker, Premierminister von Australien |
| GEBURTSDATUM     | 9. September 1911                                       |
| GEBURTSORT       | Melbourne, Victoria, Australien                         |
| STERBEDATUM      | 19. Mai 2002                                            |
| STERBEORT        | Sydney                                                  |